# Arne Ericsson (musiker)
Arne Gustav Ericsson, född 23 juni 1942 i Bollnäs, Gävleborgs län, är en svensk kompositör, arrangör och elcellist.
Ericsson var medlem i gruppen International Harvester, vilken senare ombildades till Träd, Gräs och Stenar. Han skrev även musik till filmen Du gamla, du fria (1972).